# 13e régiment d'infanterie « Herwarth von Bittenfeld » (1er régiment d'infanterie westphalien)
Pour les articles homonymes, voir 13e régiment.
Le 13e régiment d'infanterie « Herwarth von Bittenfeld » (1er régiment d'infanterie westphalien) est une unité d'infanterie de l'armée prussienne. Le régiment est formé en 1813 en province de Prusse-Orientale, puis transféré en 1817 dans la province de Westphalie, qui appartient depuis peu à la Prusse. Le lieu de garnison le plus important est Münster. Au cours de son existence, le régiment participe à toutes les guerres importantes du royaume de Prusse et de l'Empire allemand, notamment aux guerres napoléoniennes de 1813 à 1815 et aux trois guerres d'unification (de) de 1864 à 1871. En 1889, le maréchal général prussien Eberhard Herwarth von Bittenfeld est honoré à titre posthume pour avoir donné son nom au régiment. Après avoir participé à la Première Guerre mondiale, le régiment est dissous.

## Histoire

### Formation et guerres napoléoniennes (1813-1817)
En automne et en hiver 1812, la campagne de Russie de Napoléon échoue, l'armée expéditionnaire française est battue à plate couture. Le 30 décembre 1812, l'armistice entre la Prusse et la Russie entre en vigueur sous la responsabilité du général prussien Yorck. En pratique, les troupes prussiennes abandonnent ainsi l'alliance imposée avec l'armée française et se rangent du côté des alliés dans la lutte contre Napoléon. Le 9 février 1813, le service militaire obligatoire (de) est introduit en Prusse, dans un premier temps uniquement pour la durée de la guerre. Le 17 mars 1813, le roi de Prusse appelle le peuple à la lutte pour la libération (An Mein Volk) et déclare la guerre à la France le même jour.
Dans le cadre de la reconstruction de l'armée prussienne (de), l'effectif de l'armée passe de 42 000 hommes (limite supérieure selon la paix de Tilsit, 1807) à 300 000 hommes (1813). Le 1er juillet 1813, conformément à l'ordre du cabinet, douze régiments d'infanterie de réserve sont formés dans les provinces orientales de Prusse non occupées par les Français. Chacun des douze régiments d'infanterie de réserve est attribué à l'un des douze régiments d'infanterie de ligne existants, le numéro de régiment et la garnison étant identiques. En conséquence, le futur 13e régiment d'infanterie est d'abord créé à Königsberg en tant que « 1er régiment d'infanterie de réserve » et rattaché au 1er régiment d'infanterie de Prusse orientale, également stationné à Königsberg. La mise sur pied se fait à partir des 1er, 2e et 3e bataillons de mousquetaires de réserve de Prusse orientale ainsi que du 1er bataillon de fusiliers de réserve de Lituanie avec des emplacements à Königsberg (2e et 3e bataillons ainsi que bataillon de fusiliers) et Graudenz (1er bataillon). Normalement, un régiment d'infanterie n'a que deux bataillons de mousquetaires et un bataillon de fusiliers au lieu de trois. Lors de la création des bataillons de réserve, on a mis sur pied plus d'unités qu'il n'était possible d'en répartir entre les régiments de ligne. C'est pourquoi certains régiments de réserve reçoivent un bataillon supplémentaire.
Les soldats de ces quatre bataillons proviennent, conformément au lieu de mise en place, des provinces prussiennes de Prusse-Orientale et de Prusse-Occidentale ainsi que de Lituanie et sont pour la plupart de confession protestante. Le niveau de formation des soldats n'est pas homogène. Certains soldats sont bien formés en tant que réservistes pendant leur période d'activité, mais celle-ci est plus ou moins lointaine. À cela s'ajoutent des soldats ayant suivi une formation courte, de quatre à huit semaines, dans le cadre du Krümpersystem (de), et enfin des recrues sans aucune formation. Les bataillons sont renforcés par des chasseurs volontaires (de), qui constituent une réserve de commandement. L'équipement et l'armement des soldats sont hétérogènes et en partie en mauvais état : le 1er bataillon, constitué plus tôt, a reçu de nouveaux uniformes de fabrication anglaise, mais les trois autres bataillons portent des uniformes abandonnés de leur régiment d'origine : des jupes (de) bleues avec des cols et des revers rouge brique, les pattes d'aisselle sont blanches, les pantalons et les manteaux sont gris. L'armement principal est constitué de mousquets français (en) pris à l'armée russe en 1812.
Les quatre bataillons du régiment combattent les armées napoléoniennes pendant la guerre de libération de 1813-1815. Le futur 1er bataillon du 13e régiment d'infanterie participe à l'encerclement de Stettin à partir de fin mars 1813. Le corps de siège, dirigé par Tauentzien, est composé de 13 bataillons de réserve qui remplacent les troupes de ligne. Les futurs 2e, 3e et 4e bataillons du 13e régiment d'infanterie participent le 4 juin 1813 à la bataille de Luckau, où ils se trouvent dans le 3e corps sous le commandement de Bülow. Le 30 juillet 1813, le 1er bataillon est réuni avec les trois autres bataillons à Ziesar, pour former le 1er régiment de réserve.
Le régiment est dès lors engagé en bloc dans la division Hirschfeld du 4e corps d'armée et participe à une série de combats et de sièges : bataille de Königsborn (21 août 1813), bataille d'Hagelberg (de) (27 août 1813), bataille de Wittemberg, siège de Torgau (18 octobre - 26 décembre 1813 et siège de la forteresse de Magdebourg au printemps 1814. Lors de la bataille de Gross Beeren et de la bataille de Dennewitz, le régiment est en réserve et n'est pas engagé. Après l'abdication de Napoléon, le traité de Paris est signée le 30 mai 1814. Le régiment entre à la forteresse de Mayence, le 25 avril 1815 le 4e bataillon est dissous, l'ancien 3e bataillon devient le bataillon de fusiliers. Lorsque Napoléon revient de son exil et qu'il est sur le point d'intervenir à nouveau dans les événements européens pendant les Cent-Jours, le régiment est à nouveau engagé : à partir du 7 juillet 1815, il participe au siège de Landau avec le 1er bataillon, le bataillon de fusiliers et les chasseurs, le 2e bataillon restant à Mayence. Au total, les quatre bataillons du régiment subissent 72 morts et 423 blessés de 1813 à 1815,.
Par ordre du cabinet du 25 mars 1815, le 1er régiment d'infanterie de réserve est rebaptisé 13e régiment d'infanterie et devient ainsi un régiment de ligne. On procède de même pour les 2e à 12e régiments d'infanterie de réserve, le décalage de numérotation étant uniformément de 12 : le 2e régiment d'infanterie de réserve devient donc le 14e, le 3e le 15e régiment d'infanterie (de) et ainsi de suite jusqu'au 12e régiment d'infanterie de réserve, qui devient le 24e régiment d'infanterie. Le régiment retourne en garnison à Königsberg en février 1816 après une marche de deux mois passant par Eisenach, Halle-sur-Saale, Wittemberg, Landsberg an der Warthe et Graudenz. Le 2e bataillon est d'abord logé à Rastenburg et à Rößel, mais rejoint en juillet 1816 l'état-major, le 1er bataillon et le bataillon de fusiliers qui se trouvent déjà à Königsberg.

### Transfert en Westphalie, Révolution de mars et remaniement (1817–1860)
En 1817, le régiment est transféré dans la nouvelle province prussienne de Westphalie, qui est rattachée à la Prusse à la suite du Congrès de Vienne en 1815. L'état-major du régiment et le 1er bataillon sont cantonnés à Münster, les deux autres bataillons à Soest et Wesel.
Au début, la méfiance et l'aversion envers l'armée prussienne règnent dans la nouvelle garnison marquée par le catholicisme, mais jusqu'à la fin du XIXe siècle, les choses changent. L'enrôlement de conscrits westphaliens, pour la plupart catholiques, y contribue également.
Pendant la révolution de Mars, de petites parties du régiment - pelotons, compagnies - participent à différents endroits de la région à la lutte contre les troubles ou à la prévention de leur éclatement par leur présence. Le régiment participe notamment à la répression de la révolte d'Iserlohn (de) en 1849.
En 1859, le régiment cède des hommes et des officiers au 53e régiment d'infanterie, officiellement créé en mai 1860.

### Guerre des Duchés (1864)
Le régiment participe à la guerre des Duchés en1864 dans l'effectif de la 13e division d'infanterie du 1er corps d'armée combiné prussien et prend part aux combats suivants :
- 1er février - couverture de l'artillerie qui a pris position à Sandkrug (de) et Mövenberg pour tirer sur la corvette danoise Thor et la goélette blindée Esbern Snare ;
- 2 février - bataille de Missunde, participation avec le bataillon de fusiliers
- Escarmouche près du bois de Rackebüller (da)
- Combat devant Düppel (da)
- Enfermement des retranchements de Düppel, prise d'assaut le 18 avril 1864
- 29 juin 1864 - Passage à Alsen

Lors de la guerre contre le Danemark, le régiment perd 15 soldats tués ou blessés, dont un officier. À cela s'ajoutent 32 soldats décédés de maladies, pour la plupart de fièvre ou de typhus.

### Guerre austro-prussienne (1866)
En 1866, le régiment participe à la guerre austro-prussienne. Il fait partie de la division Göben dans l'armée du Main et participe aux combats suivants :
- Nuit du 2 au 3 juillet - combat d'avant-postes à Immelborn
- 4 juillet - bataille de Dermbach
- Escarmouche près de Waldfenster (de)
- 10 juillet - bataille de Kissingen
- 13 juillet - bataille de Frohnhofen / bataille de Waldaschaff
- 14 juillet - combat d'Aschaffenbourg
- 24 juillet - bataille de Tauberbischofsheim
- 25 juillet - bataille de Gerchsheim
- 27 juillet - Bombardement de Wurtzbourg (de)

Pendant la guerre austro-prussienne, le régiment enregistre les pertes de 56 morts de guerre, dont sept officiers. Presque toutes ces pertes sont subies par le régiment en deux jours seulement : le 4 juillet 1866, 25 membres du régiment tombent à Dermbach, Wiesenthal et Zelle et le 14 juillet, 26 membres du régiment tombent près d'Aschaffenbourg, ou reçoivent des blessures qui entraînent leur mort. À cela s'ajoutent 21 morts de maladies, pour la plupart le typhus ou le choléra.
En septembre 1866, le régiment cède les 13e, 14e et 15e compagnies au 85e régiment d'infanterie (de), nouvellement formé, qui se trouve dans le Holstein, rattaché à la Prusse.

### Guerre franco-allemande (1870/1871)

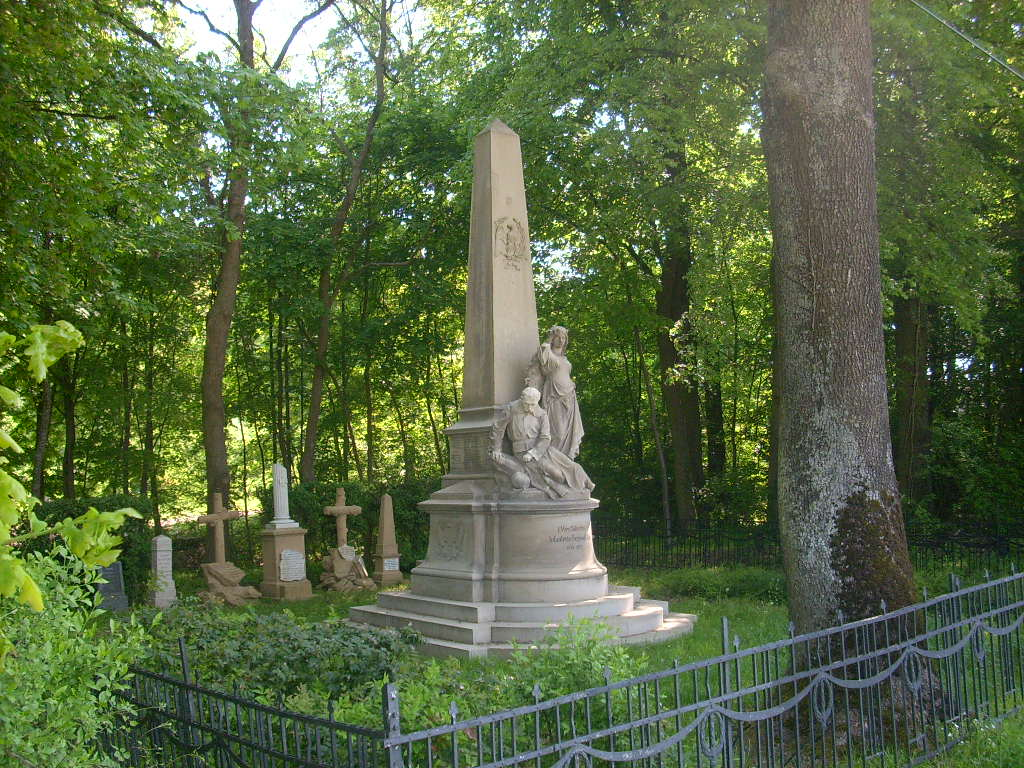
Monument du 13e régiment près de Colombey

Le régiment participe à la guerre franco-allemande dans l'effectif de la 13e division d'infanterie du 7e corps d'armée et prend part aux combats suivants :
- 14 août – bataille de Colombey
- 18 août – bataille de Gravelotte
- Batailles rangées à Villers l'Orme, Peltre et Mercy-le-Haut
- Bataille d'Auxerre et de Saint-Bris
- Bataille de Precy et Vorges
- 1870 – siège de Metz

Pendant la guerre, le régiment enregistre les pertes de 107 morts de guerre, dont sept officiers tués. Plus des deux tiers de ces pertes sont subies par le régiment le 14 août à Colombey. À cela s'ajoutent 123 membres du régiment décédés de maladies - dysenterie ou typhus pour la plupart - ainsi que deux disparus. Au total, 232 hommes sont morts et plusieurs centaines sont blessés.

### Période de garnison sous l'Empire (1872–1913)
En 1872, un monument aux morts du régiment d'infanterie de 1870/1871 est érigé à Münster, sur la Ludgeriplatz (de), appelé la « Germania en deuil ». L'emplacement du monument n'est qu'un second choix, à l'origine le monument devait être érigé sur le champ de bataille de Colombey. Cela n'a pas pu être réalisé, c'est pourquoi le choix s'est porté sur le lieu de garnison du régiment. Sur un socle se trouve une statue de Germania de deux mètres de haut avec un bouclier et une épée, vêtue d'une cotte de mailles et d'une cape et ornée d'une couronne de laurier et d'une couronne. La Germania baisse la tête dans une pose de deuil avec une expression mélancolique. Le monument est conçu par le sculpteur Johann Bernhard Allard (1825-1897) de Münster. Les noms des 109 morts du régiment sont inscrits sur le socle. Le monument est ensuite déplacé à la Neubrückentor, où il est détruit pendant la Seconde Guerre mondiale.
Le 13e régiment d'infanterie est le « régiment le plus important et le plus connu de Münster », les soldats - appelés « 13er » - jouissent d'une grande popularité à Münster.
En 1881, le régiment cède la 7e compagnie au 131e régiment d'infanterie nouvellement formé, qui se trouve en Lorraine. Cette province est rattachée à la Prusse à la suite de la guerre de 1870/1871. En 1887, ce bataillon est composé de la 3e compagnie du régiment, de la 2e compagnie du 53e régiment d'infanterie et de la 11e compagnie du 15e régiment d'infanterie (de). Le 4e bataillon est transféré en 1890 au 140e régiment d'infanterie nouvellement formé en Prusse-Occidentale. En 1893, le régiment forme un demi-bataillon qui est transféré en 1897 au 158e régiment d'infanterie nouvellement formé, à nouveau en Lorraine.

### Première Guerre mondiale (1914–1918)
Le régiment est mobilisé en 1914 lors du déclenchement de la Première Guerre mondiale et y participe au sein de l'effectif de la 13e division d'infanterie. Le régiment est engagé exclusivement sur le front de l'Ouest en Belgique et en France, entre autres à Liège, Namur, Saint-Quentin, Reims, Lille, Verdun et Sedan. L'engagement dans la bataille de Verdun est particulièrement coûteux en hommes.
4 213 membres du régiment trouvent la mort pendant la Première Guerre mondiale, que ce soit sur le champ de bataille ou plus tard à la suite de blessures. L'armistice est signé le 11 novembre 1918, le régiment se trouve alors en grande partie en Champagne. Le régiment est rapatrié à pied et en train. Le 8 décembre 1918, les survivants entrent à Münster et sont accueillis par la population.

### Dissolution et postérité (à partir de 1919)
Le régiment est dissout le 30 septembre 1919.

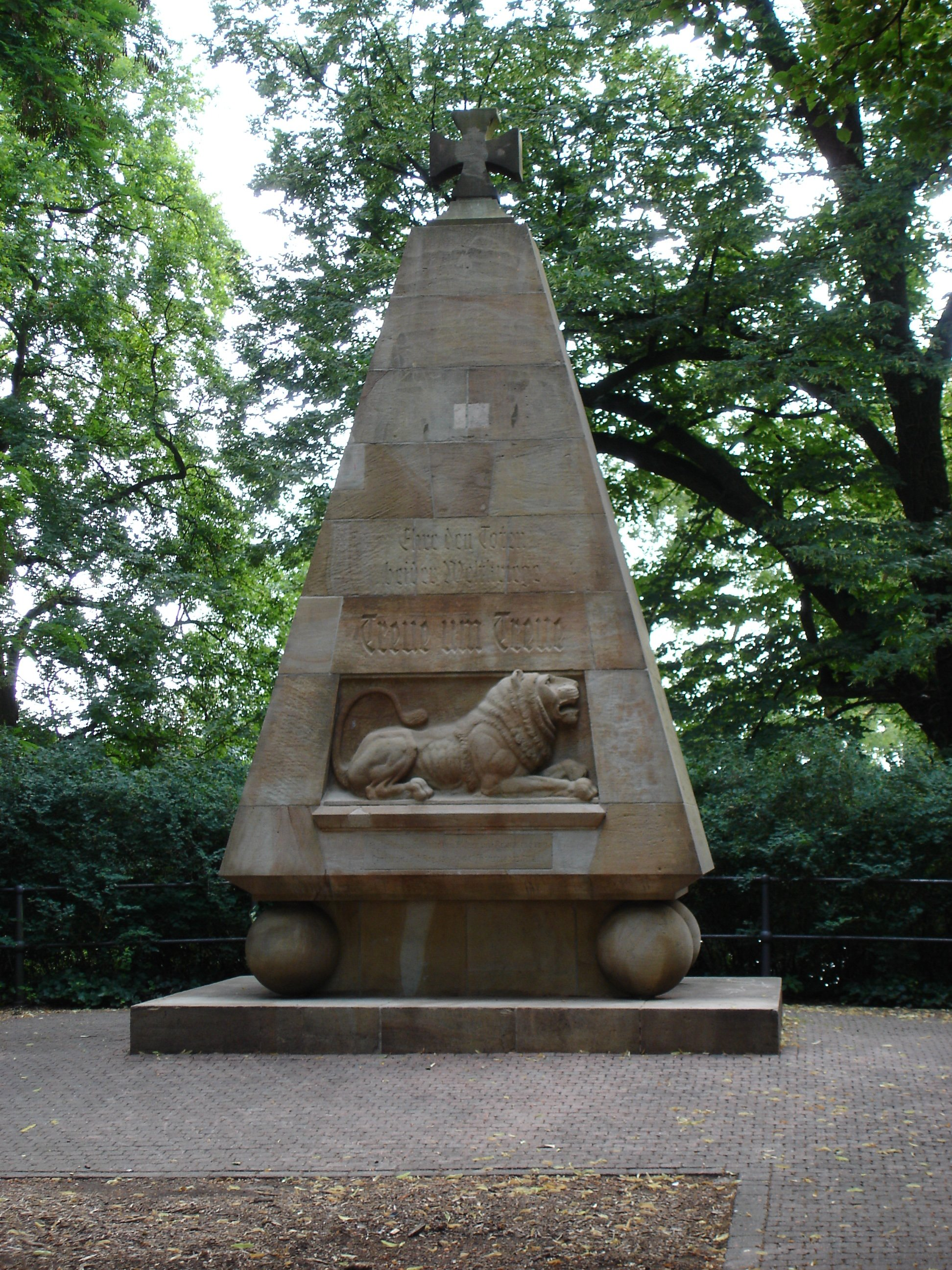
Monument des Treize sur la promenade du Stadtgraben à Münster

Le monument des Treize est érigé de 1923 à 1925 à Münster, sur la promenade du Stadtgraben, pour commémorer les morts du 13e régiment d'infanterie « Herwarth von Bittenfeld » (1er régiment de Westphalie) et du 13e régiment d'infanterie de réserve de la Première Guerre mondiale. Le projet est réalisé par le sculpteur local Heinrich Bäumer l'Ancien (1874-1951). Après 1945, la dédicace du monument est étendue aux morts du 79e régiment d'infanterie ou d'infanterie blindée de la Seconde Guerre mondiale, qui s'inscrit dans la lignée de l'IR-13.
C'est sur ce monument que se sont déroulées les commémorations centrales du Volkstrauertag à Münster, avec la participation de la Bundeswehr. En 2015, cette tradition est critiquée en référence à l'inscription « Treue um Treue » (fidélité pour fidélité) sur le monument, car cette devise s'inscrit dans la lignée de la tradition ultérieure des Fallschirmjäger ou des SS (« Unsere Ehre heißt Treue »). Le député (de) du PDS Hubertus Zdebel (de) a notamment posé une question à ce sujet au Bundestag. En 2013, le ministère fédéral de la Défense émet une directive interdisant l'utilisation de l'inscription « Treue um Treue » sur les plaques d'honneur de la Bundeswehr. En 2016, la cérémonie commémorative du Volkstrauertag est déplacée et a lieu depuis sur la place de la Paix de Westphalie, dans la cour intérieure de l'hôtel de ville de Münster.

## Commandement
Le titre honorifique de chef de régiment (de) est porté de 1842 à 1849 par Ernst von Pfuel, puis de 1851 à 1853 par le grand-duc Auguste d'Oldenbourg, de 1861 à 1884 par Eberhard Herwarth von Bittenfeld, suivi de 1892 à 1896 par le duc Guillaume-Nicolas de Wurtemberg, puis de 1897 à 1910 par Wilhelm von Blume.
Les commandants du régiment sont par année de nomination :
| À partir de | Commandant                                              | À partir de | Commandant                                               |
| ----------- | ------------------------------------------------------- | ----------- | -------------------------------------------------------- |
| 1813        | Langen, Karl von (de) (1762–1820)                       | 1869        | Frankenberg und Ludwigsdorf, Moritz von (de) (1820–1890) |
| 1815        | Quadt und Hüchtenbruck, Konstantin von (de) (1781–1868) | 1873        | Dallmer, Leopold von (de) (1827–1901)                    |
| 1815        | Ledebur, Alexander von (de) (1774–1850)                 | 1879        | Schaumann, Karl von (de) (1835–1900)                     |
| 1830        | Natzmer, Wilhelm von (de) (1770–1842)                   | 1885        | Specht, Wilhelm von (de) (1838–1910)                     |
| 1836        | Björnstjerna, Gustav Heinrich von (1784–1840)           | 1888        | Alvensleben, Friedrich von (de) (1837–1894)              |
| 1841        | Klein, Philipp (de) (1788–1875)                         | 1891        | Warendorff, Heinrich von (de) (1841–1915)                |
| 1847        | Schröders, Karl (de) (1796–1867)                        | 1894        | Hentschel von Gilgenheimb, Leopold (de) (1845–1919)      |
| 1850        | Roedern, Louis von (de) (1795–1857)                     | 1896        | Fransecky, Heinrich von (de) (1842–1917)                 |
| 1855        | Mülbe, Otto von der (de) (1801–1891)                    | 1897        | Blankenburg, Hermann von (de) (1851–1922)                |
| 1857        | Plessen, Hermann von (1803–1877)                        | 1899        | Schack, Hans von (de) (1853–1934)                        |
| 1858        | Ingersleben, Albert von (de) (1805–1891)                | 1902        | Brozowski, Wilhelm von (de) (1852–1945)                  |
| 1861        | Witzleben, August von (1808–1880)                       | 1905        | Rosenberg-Gruszczynski, Horst von (de) (1855–1923)       |
| 1865        | Gellhorn, Paul von (1813–1867)                          | 1909        | Homeyer, Otto von (de) (1853–1924)                       |
| 1867        | Goetzen, Louis von                                      | 1912        | Ziegesar, Hermann von                                    |
| 1868        | Barby, Rudolf von (de) (1821–1906)                      | 1914        | Delius, Hermann                                          |

## Garnisons et casernes
Königsberg est une garnison de 1813 à 1817. Les futurs 2e et 3e bataillons ainsi que le bataillon de fusiliers y sont constitués en 1813, mais sont rapidement transférés pour participer aux combats des guerres de libération. L'ensemble du régiment retourne à Königsberg en 1816 et est logé dans des quartiers bourgeois.

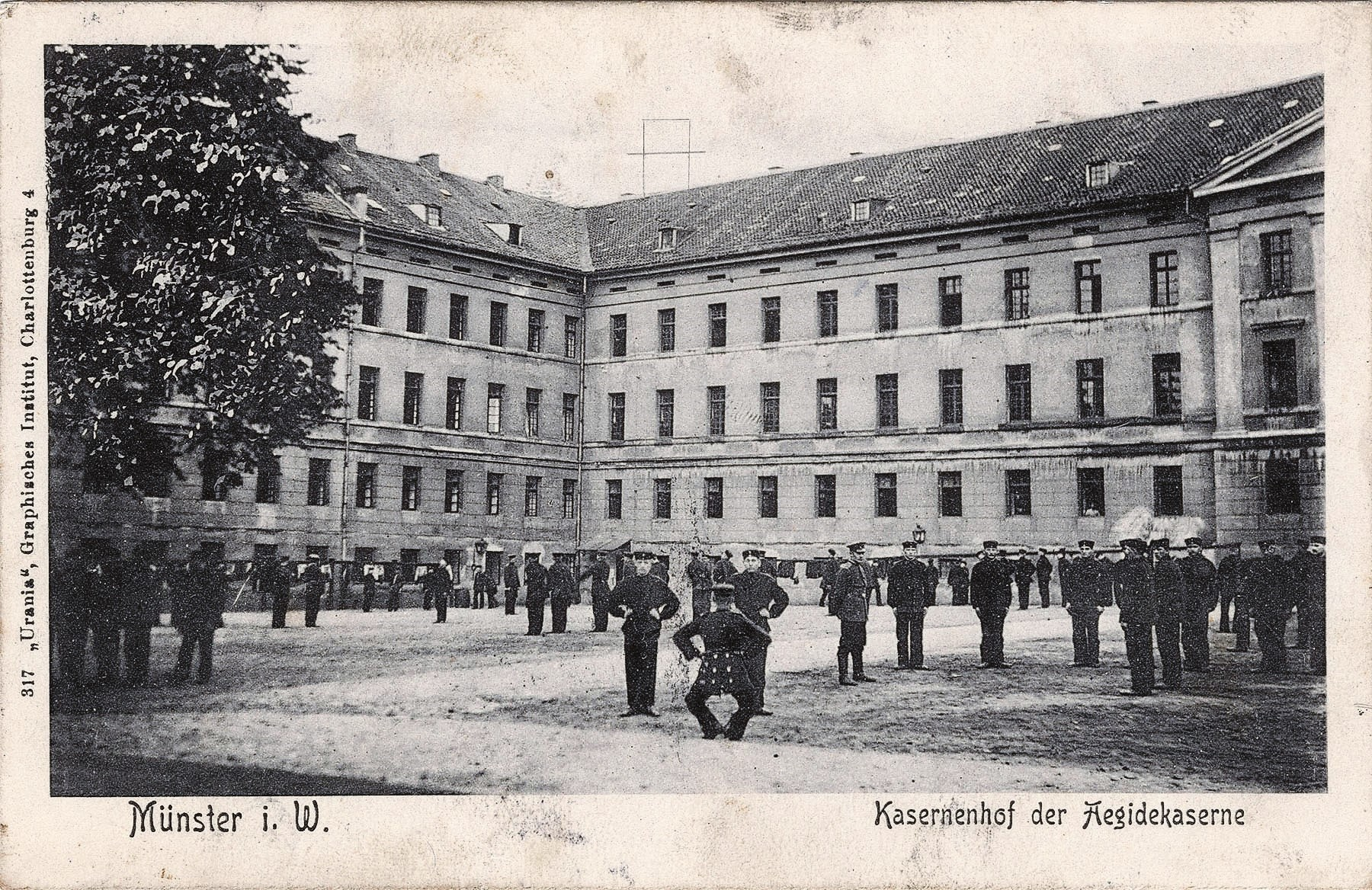
Soldats du régiment dans la cour intérieure de la caserne Ägidii à Münster (1910)

Münster est la garnison la plus importante du régiment pendant toute la durée de son existence. Après le transfert de Königsberg à Münster en 1817, les membres de l'état-major, du 1er et du 2e bataillon sont logés dans des quartiers privés. Le bataillon est logé dans des maisons privées, ce qui devient de moins en moins gérable avec le nombre croissant de soldats à Münster. De plus, le cantonnement permanent n'est pas apprécié par les citoyens. En automne 1820, les deux premières compagnies du régiment sont casernées à Münster, dans le couvent des Frères Mineurs réaménagé, où un casino pour les officiers est également installé. La caserne des Minorités de la Neubrückenstraße se trouve non loin de l'église des Apôtres (de), qui est utilisée comme église militaire après avoir été transformée. Les six autres compagnies restent dans des quartiers bourgeois. La construction de la caserne Ägidii, qui se trouve sur le terrain de l'ancien couvent d'Ägidii (de) démoli sur l'actuel Aegidiimarkt (de), change également la donne. Le plan préliminaire pour cette utilisation est déjà établi par le conseiller en bâtiment Lehmann de Münster en 1817, le plan de construction est ensuite fourni par Wilhelm Salzenberg (de) en 1827/1829. La première pierre de la caserne est posée en 1828, et en 1831, les six compagnies du régiment qui n'ont pas encore casernées s'installent dans la caserne Ägidii. Le bâtiment de trois étages de style néo-classique est composé de deux ailes qui se rejoignent à angle droit. L'aile nord longe l'actuelle Johannisstraße / Bispinghof, l'aile est, légèrement incurvée, longe l'Aegidiistraße. La cour intérieure entre les ailes est utilisée comme terrain d'exercice. Le régiment utilise la caserne Ägidii jusqu'à sa dissolution en 1919, après quoi elle abrite une école de police et un bureau d'approvisionnement principal de la Reichswehr. La caserne est gravement endommagée pendant la Seconde Guerre mondiale, puis est démolie après la guerre, avant d'être remplacée par un nouveau bâtiment avec un parking souterrain. En 1913, on commence la construction d'une autre caserne pour le régiment à la Grevener Straße, mais elle n'est achevée qu'en 1922 - le régiment n'emménage jamais dans le bâtiment aujourd'hui classé monument historique. Après la Seconde Guerre mondiale, les troupes britanniques occupent le site sous le nom de caserne Lincoln (de). Après leur départ en 1994, le site est converti en quartier résidentiel.
La ville fortifiée de Wesel est, après Münster, la garnison la plus importante du régiment. C'est là que le bataillon de fusiliers s'installe en 1817 après son transfert de Prusse-Orientale et est logé dans des quartiers bourgeois. En mai 1818, deux des quatre compagnies du bataillon de fusiliers sont casernées à Wesel, et à l'automne 1820, les deux compagnies restantes le sont également. Le bataillon de fusiliers reste à Wesel jusqu'en 1833, à l'exception de brèves interruptions (à Soest ou Warendorf). À partir de 1833, le bataillon rejoint le reste du régiment à Münster, mais revient à Wesel en 1836. 
Le bataillon y reste jusqu'en 1864. De 1851 à 1856, Wesel est le lieu de stationnement de l'ensemble du régiment.
Hamm est une garnison de 1866 à 1877.
Paderborn est une garnison de 1887 à 1890.